# 新大宮駅
新大宮駅（しんおおみやえき）は、奈良県奈良市芝辻町四丁目にある、近畿日本鉄道（近鉄）奈良線の駅。駅番号はA27。

## 概要
奈良市内の併用軌道区間の地下化の際に、大和西大寺駅と近鉄奈良駅（当時は近畿日本奈良駅と呼称）間の地上区間に新設された駅である。

## 歴史
当駅が開業する前、大和西大寺駅と近畿日本奈良駅の間には油阪駅が存在し、油阪 - 近畿日本奈良間は併用軌道であった。併用軌道の存在は奈良線の高速化を妨げ、さらにモータリゼーションが進展すると渋滞が頻発する原因ともなっていたため、奈良市内の都市計画事業の一環として地下化工事が実施された。油阪駅はこのとき地下に移設される区間上であったために廃止され、その西側（約700メートル）の地上区間に設けられたのが当駅である。

### 年表
- 1969年（昭和44年）12月9日：奈良線油阪 - 近畿日本奈良間の併用軌道区間の地下化と同時に開業[2]。同日油阪駅は廃止[2]。
- 2000年（平成12年）3月15日：ホーム延長工事完成により、快速急行の停車駅に追加される。
- 2007年（平成19年）4月1日：PiTaPa使用開始[3]。

## 駅構造
相対式ホーム2面2線を持つ地上駅。ホーム有効長は10両。改札は上下線で別になっており、奈良行きホームのみラッシュ時限定の臨時改札口（無人）が設けられている。
近鉄奈良駅管理の有人駅で、PiTaPa・ICOCA対応の自動改札機および自動精算機（回数券カードおよびICカードのチャージに対応）が設置されている。特急券・定期券は専用の自動券売機で購入可能である。

### のりば
| のりば | 路線                                | 方向 | 行先                                   |
| ------ | ----------------------------------- | ---- | -------------------------------------- |
| 1      | A 奈良線                            | 下り | 近鉄奈良方面                           |
| 2      | A 奈良線 （B 京都線直通列車を含む） | 上り | 大阪難波・神戸三宮・京都・国際会館方面 |

## 停車列車
- 特急以外の全ての営業列車が停車する[6][7]。

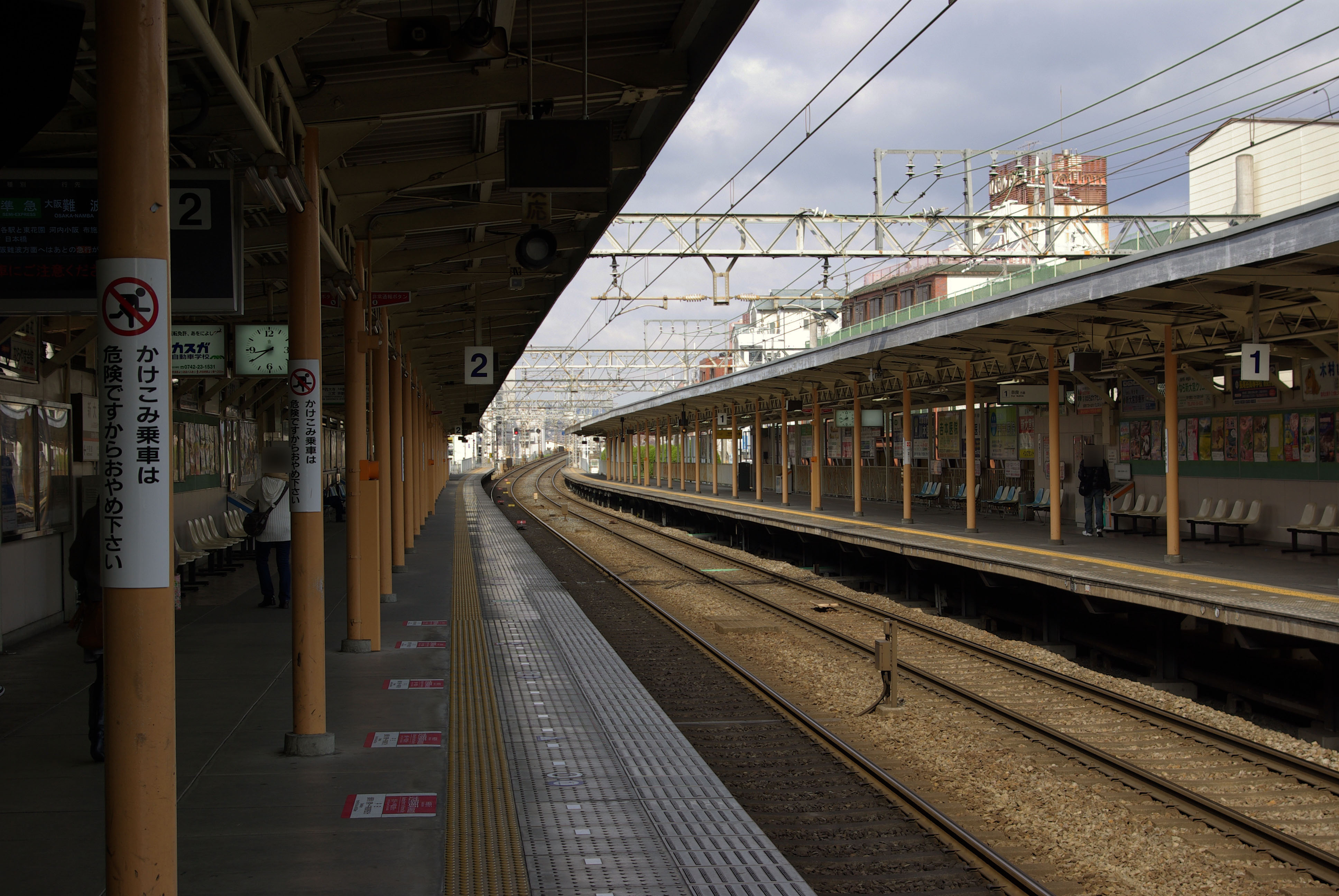
駅ホーム

- 日中は1時間に奈良線快速急行が4本（うち2本は阪神なんば線直通、残り2本は大阪難波駅発着）・急行（大阪難波駅発着）が2本、京都線急行（京都駅発着と京都市営地下鉄烏丸線直通が各1本）2本、合計8本の電車が停車する[6][7]。

## 利用状況
近年の1日あたりの乗降・乗車人員は下記の通り。
| 年度               | 特定日   | 特定日   | 1日平均 乗車人員 |
| 年度               | 調査日   | 乗降人員 | 1日平均 乗車人員 |
| ------------------ | -------- | -------- | ---------------- |
| 1985年（昭和60年） | -        | -        | 8,290            |
| 1986年（昭和61年） | -        | -        | 9,074            |
| 1987年（昭和62年） | -        | -        | 9,702            |
| 1988年（昭和63年） | -        | -        | 10,378           |
| 1989年（平成元年） | -        | -        | 11,597           |
| 1990年（平成02年） | -        | -        | 11,933           |
| 1991年（平成03年） | -        | -        | 12,351           |
| 1992年（平成04年） | -        | -        | 12,428           |
| 1993年（平成05年） | -        | -        | 12,600           |
| 1994年（平成06年） | -        | -        | 12,623           |
| 1995年（平成07年） | -        | -        | 12,806           |
| 1996年（平成08年） | -        | -        | 12,730           |
| 1997年（平成09年） | -        | -        | 12,409           |
| 1998年（平成10年） | -        | -        | 12,310           |
| 1999年（平成11年） | -        | -        | 12,101           |
| 2000年（平成12年） | -        | -        | 12,367           |
| 2001年（平成13年） | -        | -        | 12,116           |
| 2002年（平成14年） | -        | -        | 12,187           |
| 2003年（平成15年） | -        | -        | 12,912           |
| 2004年（平成16年） | -        | -        | 12,730           |
| 2005年（平成17年） | 11月08日 | 29,097   | 12,913           |
| 2006年（平成18年） | -        | -        | 13,013           |
| 2007年（平成19年） | -        | -        | 13,134           |
| 2008年（平成20年） | 11月18日 | 28,866   | 13,186           |
| 2009年（平成21年） | -        | -        | 13,109           |
| 2010年（平成22年） | 11月09日 | 29,322   | 13,258           |
| 2011年（平成23年） | -        | -        | 13,168           |
| 2012年（平成24年） | 11月13日 | 28,670   | 13,087           |
| 2013年（平成25年） | -        | -        | 13,424           |
| 2014年（平成26年） | -        | -        | 13,407           |
| 2015年（平成27年） | 11月10日 | 29,375   | 13,677           |
| 2016年（平成28年） | -        | -        | 13,728           |
| 2017年（平成29年） | -        | -        | 13,769           |
| 2018年（平成30年） | 11月13日 | 28,830   | 13,921           |
| 2019年（令和元年） | -        | -        | 13,775           |
| 2020年（令和02年） | -        | -        | 11,275           |
| 2021年（令和03年） | 11月09日 | 25,307   | 12,273           |
| 2022年（令和04年） | 11月08日 | 25,098   | -                |
| 2023年（令和05年） | 11月07日 | 25,433   |                  |

## 駅周辺

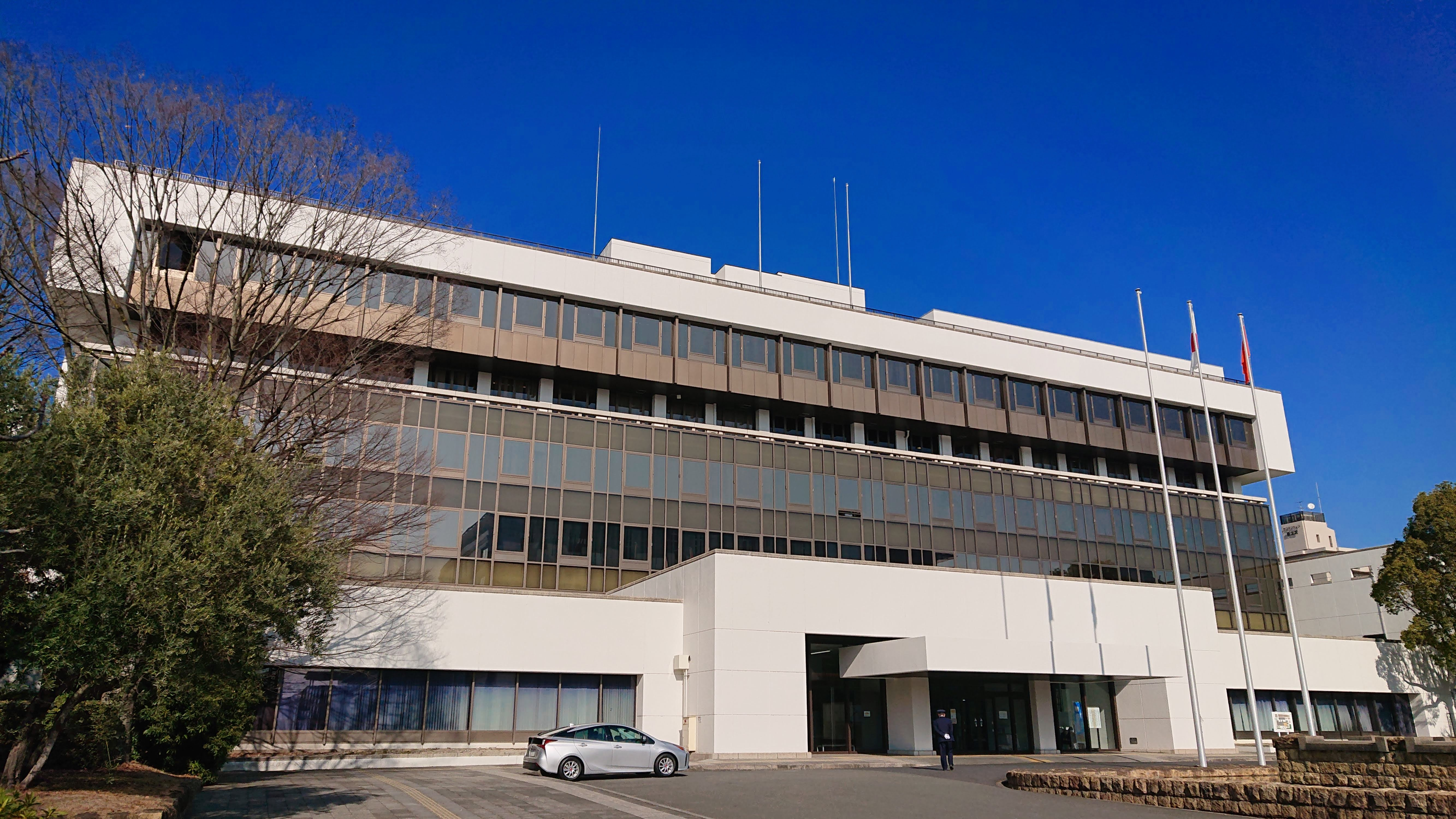
奈良市庁（市役所）

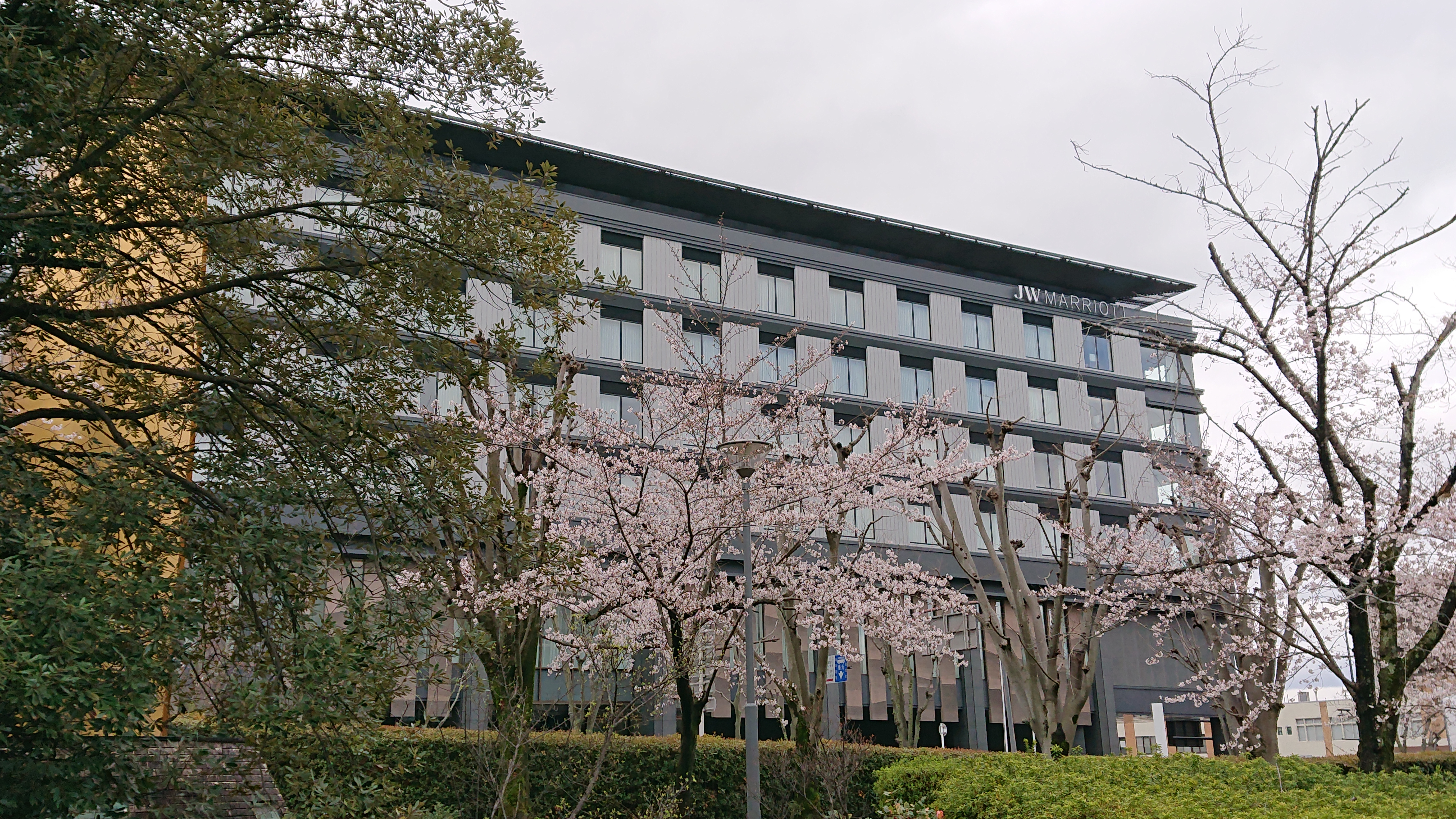
JWマリオット・ホテル奈良

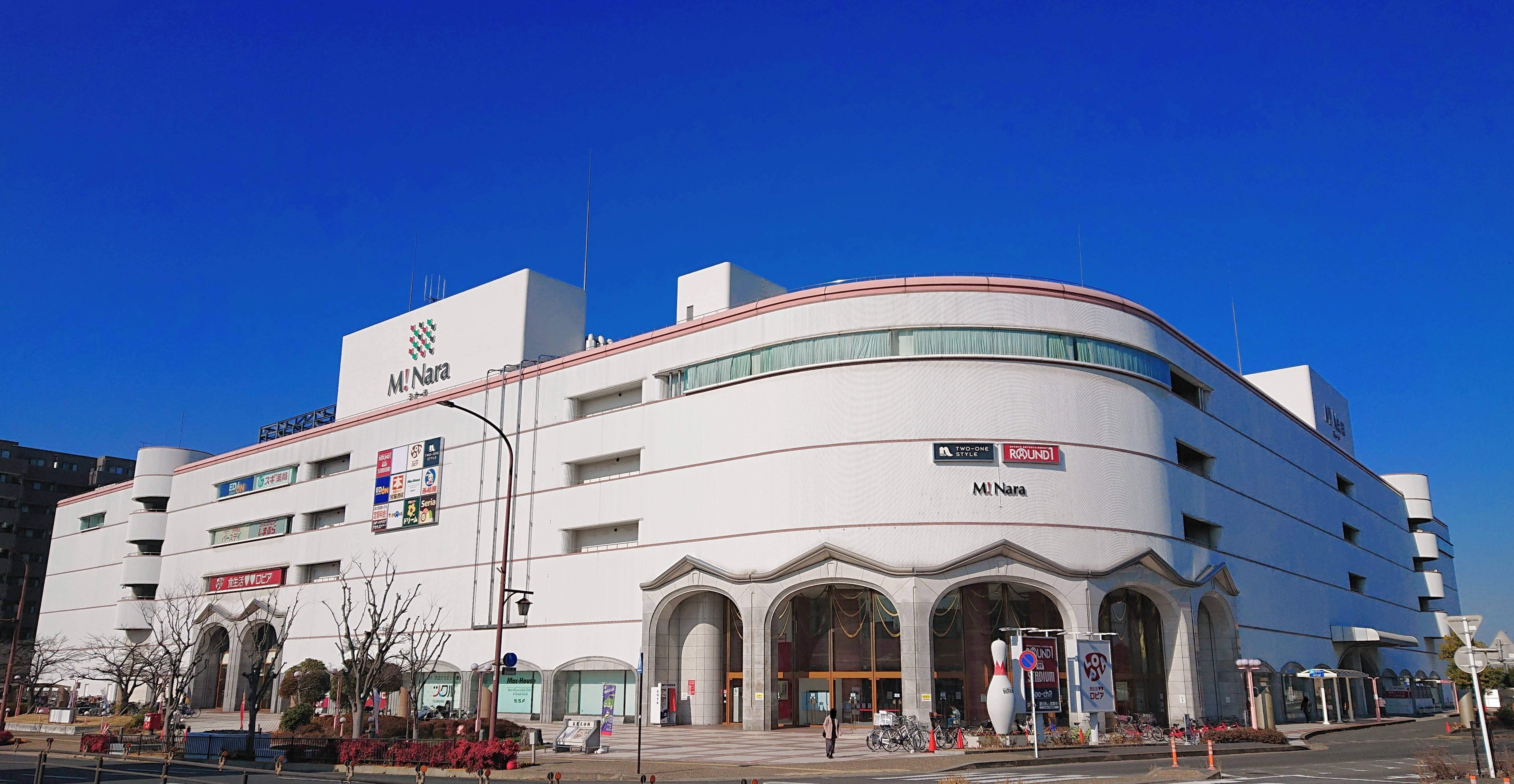
ミ・ナーラ

駅周辺は国道369号（大宮通り）を中心とした官公庁の他、企業の支店や営業所の入ったビルが立ち並ぶビジネス街となっているが、居酒屋・スナック・レストランなどの飲食店も多く賑わっている。
- JR奈良駅
- 奈良市役所
- 航空自衛隊幹部候補生学校（奈良基地）
- 奈良中央郵便局
- 国土交通省奈良国道事務所
- 奈良市立一条高等学校
- 奈良教育大学附属中学校
- 奈良女子高等学校
- 奈良市立大宮小学校
- 平城宮跡
- 佐保川
- 大安寺
- 国道24号
- 国道369号（大宮通り）
- 奈良県道1号奈良生駒線
- 奈良県道44号奈良加茂線
- 奈良県道104号谷田奈良線
- 奈良県道754号木津横田線
- NHK奈良放送局
- 奈良県コンベンションセンター
- JWマリオット・ホテル奈良
- 奈良ロイヤルホテル
- 東横INN奈良新大宮駅前（2008年7月14日開業。奈良県初の東横イン）
- スーパーホテル奈良新大宮駅前店
- ホテル日航奈良
- ハローワーク奈良
- 奈良県立図書情報館
- 奈良市美術館（ミ・ナーラ内5階）
- 奈良県民共済生活協同組合本社
- 南都銀行大宮支店
- 奈良信用金庫大宮支店
- 毎日新聞社奈良支局
- ロピア奈良店（ミ・ナーラ内1階）
- 啓林堂書店新大宮店（1983年開業、2022年5月20日閉店[11]）
- ブックオフ奈良法華寺店
- イズミヤ新大宮店

### バス路線
乗り場が4か所、3つの停留所に分かれており、奈良交通によって運行されている。（※2021年12月21日現在）
北側ロータリーに「新大宮駅北口」、南口に「新大宮駅前」、国道369号（大宮通り）沿いに「新大宮駅」乗り場がある。
| のりば            | 系統         | 行き先                 | 経由地                       | 備考                                         |
| ----------------- | ------------ | ---------------------- | ---------------------------- | -------------------------------------------- |
| 新大宮駅北口      | 19           | 宮跡庭園・ミ・ナーラ前 |                              | 第二土曜日のみ運行                           |
| 新大宮駅前        | 8            | 四条大路南町           |                              |                                              |
| 新大宮駅 (北側）  | 25・75       | 近鉄奈良駅             |                              | 土曜日のみ運行 75系統は毎月第2土曜日のみ運行 |
| 新大宮駅 (北側）  | 28・161      | 近鉄奈良駅             | JR奈良駅西口                 |                                              |
| 新大宮駅 (北側）  | 129          | 高畑町                 | 近鉄奈良駅                   | 学校開校日のみ運行                           |
| 新大宮駅 (北側）  | 160          | 高畑町                 | JR奈良駅西口・近鉄奈良駅     | 平日朝のみ運行                               |
| 新大宮駅 (北側）  | 27           | 青山住宅               | JR奈良駅西口・近鉄奈良駅     |                                              |
| 新大宮駅 （南側） | 27           | 二条大路南一丁目       |                              |                                              |
| 新大宮駅 （南側） | 28           | 恋の窪町               | 奈良市庁前・柏木町           |                                              |
| 新大宮駅 （南側） | 75           | 国道横田               | 奈良市庁前・柏木町           | 毎月第2土曜日のみ運行                        |
| 新大宮駅 （南側） | 160・161     | 学園前駅（南）         | 奈良市庁前・大和西大寺駅南口 | 160系統は平日朝のみ運行                      |
| 新大宮駅 （南側） | 162          | 大和西大寺駅南口       | 奈良市庁前                   | 18時台のみ運行                               |
| 新大宮駅 （南側） | リムジンバス | 大阪（伊丹）空港       |                              | 大阪空港交通と共同運行                       |

## 隣の駅
近畿日本鉄道
A 奈良線・B 京都線（一部の直通列車）
■快速急行・■急行・■準急・■区間準急・■普通
大和西大寺駅 (A26) - 新大宮駅 (A27) - 近鉄奈良駅 (A28)